# Райдужний міст (Кедайняй)
Райдужний міст (лит. Vaivorykštės tiltas) — пішохідний міст через річку Невежис в м. Кедайняй, Литва. Поєднує центр міста з лівобережним районом. Вище за течією знаходиться Кедайняйський пішохідний міст, нижче — Південний обхідний міст.

## Історія
Проект Райдужного мосту розробив архітектор Вітаутас Кундротас (лит. Vytautas Kundrotas).
Будівництво споруди велося з листопада 2006 по липень 2008 року компаніями UAB «Kėdainių automobilių keliai» і UAB «Kauno tiltai». Конструкції арок виготовлені литовською компанією UAB «JŪRĖS MEDIS». У складі проекту була також побудована пішохідна дорога довжиною 800 м від вулиці Йосвайняй (лит. Josvainių g.) до вулиці Кауно (лит. Kauno g.).
Відкриття мосту відбулося 4 липня 2008 року. Вартість проекту склала 0,78 млн євро. Назву було обрано в ході голосування серед місцевих жителів.

## Конструкція
Міст арковий, складається з одного прольоту, який, в свою чергу, складається з двох дерев'яних арок із клеєного бруса. Пішохідна частина мосту, підвішена до арок, складається з поздовжніх і поперечних дерев'яних брусів. Опори мосту монолітні, залізобетонні, на пальовій основі. Поручневе огородження металеве, безтумбове. Міст призначений для руху пішоходів і велосипедистів.
Довжина мосту складає 75 м, ширина — 3,2 м.